# Amphiodia pulchella
Amphiodia pulchella är en ormstjärneart som först beskrevs av George Richard Lyman 1869.  Amphiodia pulchella ingår i släktet Amphiodia och familjen trådormstjärnor. Inga underarter finns listade i Catalogue of Life.